# Saksahan, Verhnodniprovsk
Saksahan (în ucraineană Саксагань) este un sat în comuna Malooleksandrivka din raionul Verhnodniprovsk, regiunea Dnipropetrovsk, Ucraina.

## Demografie
Componența lingvistică a localității Saksahan
     Ucraineană (100%)
Conform recensământului din 2001, toată populația localității Saksahan era vorbitoare de ucraineană (100%).